# Rhauderfehn
 Rhauderfehn  est une commune de l’arrondissement de Leer en Frise orientale, dans le land de Basse-Saxe. Avec plus de 18 000 habitants, elle est l’une des plus grandes de l’arrondissement. Sa densité de population est supérieure à 170 habitants par km², et est donc plus densément peuplée que ne l’est en moyenne la Frise orientale (148 hab/km²), mais moins que la moyenne fédérale (230 hab/km²). 
Ostrhauderfehn ne fait pas partie de cette commune, même si son nom peut le laisser penser. Il s’agit d’une commune indépendante, voisine de Rhauderfehn.
Elle tient son nom d'un ancien village de la Geest, Rhaude. Elle est divisée en dix quartiers qui sont Backemoor (Baakmoor dans le patois local), Burlage (Burlaag), Collinghorst (Cöllenhöst), Rhaude (Rhaud), Schatteburg (Schattbörg), Westrhauderfehn (Westerfehn) et Klostermoor, Holte, Langholt, Rhaudermoor.

## Personnalités liées à la commune
- Johann Christian Reil (1759-1813), médecin, anatomiste, physiologiste et psychiatre, né à Rhaude.